# カルレス・ヒル
カルレス・ヒル（Carles Gil、1992年11月22日 - ）は、スペイン出身のサッカー選手。ニューイングランド・レボリューション所属。ポジションはMF。

## クラブ経歴
5歳の時に地元クラブであるバレンシアCFのアカデミーに入団。17歳でセグンダ・ディビシオンBに所属するリザーブチームに登録され、2016年までのプロ契約を結んだ。
2012-13シーズンはセグンダ・ディビシオンのエルチェCFにレンタル移籍した。
2015年1月13日、移籍金320万ポンドでプレミアリーグのアストン・ヴィラFCに移籍。4年半契約を結び、背番号「25」が与えられた。
2016年7月20日、買取オプション付きのレンタルでデポルティーボ・ラ・コルーニャに加入。7月12日、レンタル期間の延長と買取義務が新たに追加された。
2019年1月30日、移籍金200万ドルでニューイングランド・レボリューションに加入。

## 代表歴
2013年にUEFA U-21欧州選手権2015の予選に出場した。

## 人物
実弟のイグナシオもサッカー選手。

## タイトル

### クラブ
エルチェCF
- セグンダ・ディビシオン: 2012–13[12]

### 個人
- MLSニューカマー・オブ・ザ・イヤー: 2019[13]
- MLSベストイレブン: 2019[14]